# Île Salas y Gómez
Motu Motiro Hiva
Pour les articles homonymes, voir Gómez.
L'île Salas y Gómez, motu Motiro Hiva en rapanui, isla Salas y Gómez en espagnol, souvent orthographiée à tort « Sala y Gómez », est une petite île inhabitée située à l'est de l'île de Pâques, dans l'océan Pacifique sud, appartenant au Chili. C'est l'extrémité la plus orientale de la Polynésie.

## Géographie

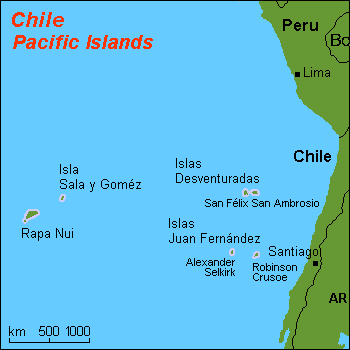
Carte des îles chiliennes pélagiques.

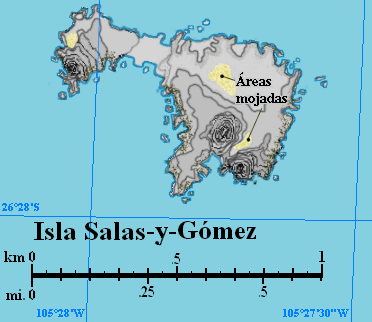
Plan de l'île Salas y Gómez

### Toponymie
La dénomination officielle de l'île vient des noms de José Salas Valdés (en), marin espagnol qui l'aperçut le 23 août 1793, et de José Manuel Gómez, qui en fit la première description détaillée en 18 et 19 octobre 1805,. L'île était déjà connue des Polynésiens Rapanui de l'île de Pâques qui la dénomment dans leur langue Motiro Hiva (« à l'envers de Hiva ») ou Manu motu motiro Hiva (« île aux oiseaux à l'envers de Hiva »). C'est pourquoi les géographes considèrent Salas y Gómez comme l'île la plus orientale de la Polynésie. 

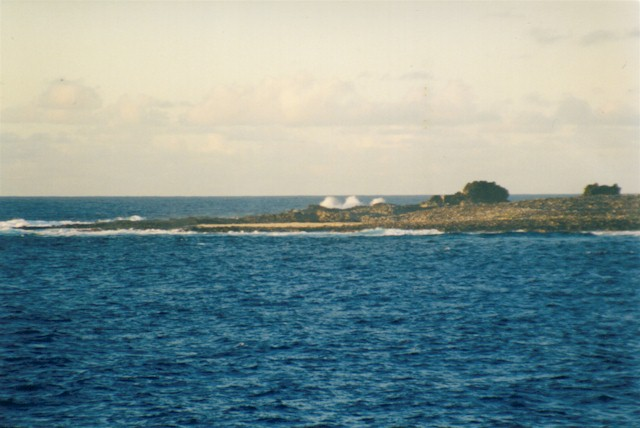
Vue aérienne de l'île Salas y Gómez.

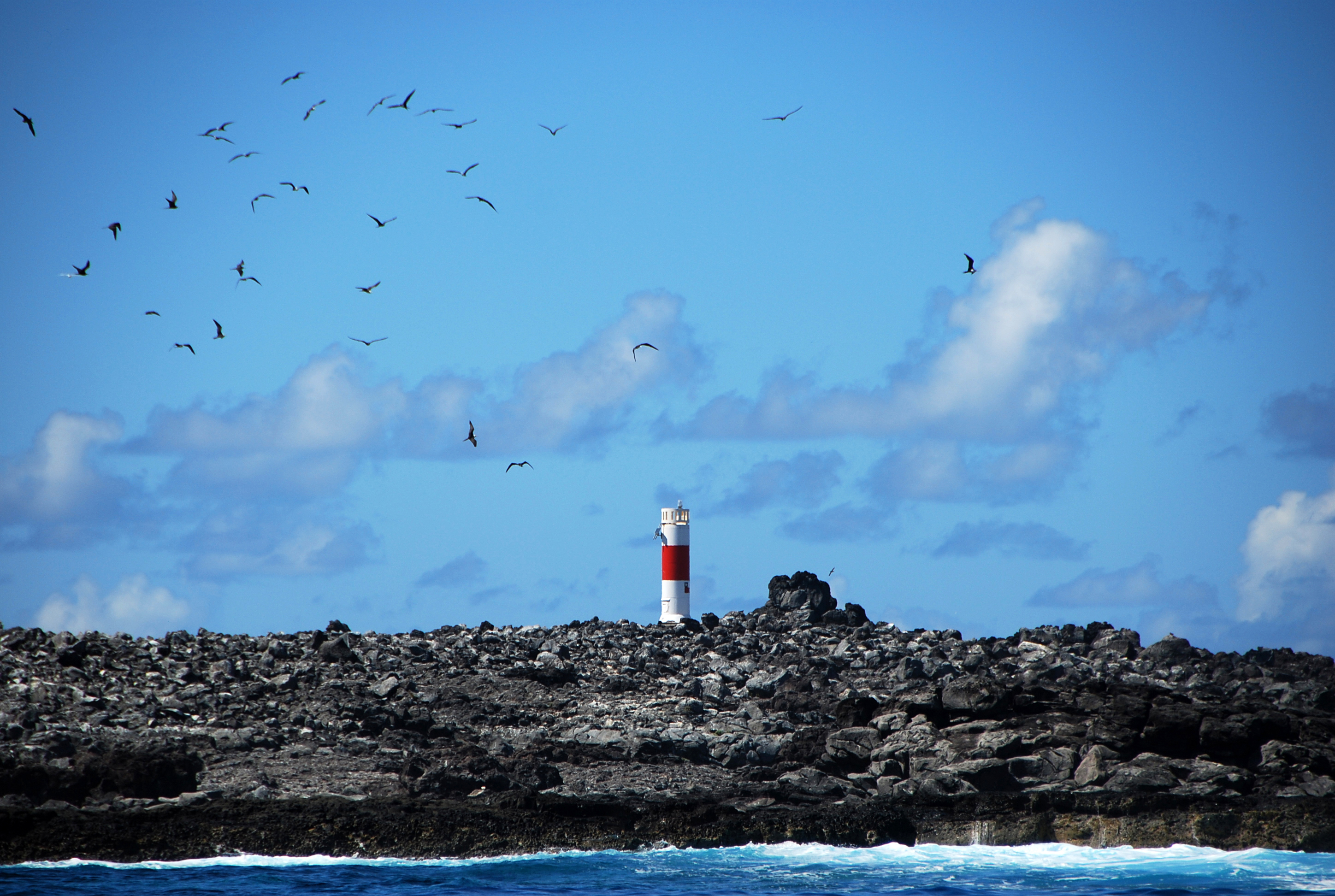
Le phare de Salas y Gómez.

### Topographie
L'île Salas y Gómez est située à une distance évaluée entre 391 kilomètres et 415 kilomètres (selon les sources) à l'est de l'île de Pâques, terre la plus proche, à 2 516 kilomètres à l'ouest des îles Desventuradas, et à 3 210 kilomètres à l'ouest des rives de la région du Biobio, au Chili. L'île Salas y Gómez est constituée de deux îlots, un petit à l'ouest mesurant quatre hectares de superficie (270 mètres du nord au sud, 200 mètres de l'est à l'ouest) et un plus grand à l'Est mesurant onze hectares de superficie (500 mètres du nord au sud, 270 mètres d'est en ouest), reliés par un étroit isthme au nord, d'à peine trente mètres de largeur de moyenne. La superficie totale est d'environ quinze hectares, et la longueur totale, îlots et isthme inclus, est de 770 mètres. Son plus haut point, au sud de l'îlot oriental, est de trente mètres, et une falaise de dix mètres de haut surplombe une butte de vingt mètres. Le plus haut point de l'îlot occidental est de 26 mètres.
Même s'il n'existe pas de source d'eau douce permanente, on trouve sur l'îlot oriental une dépression géologique remplie d'eau de pluie, qui offre une réserve d'eau douce de 75 mètres de diamètre. Même lorsque cet endroit apparaît sec à sa surface, le sable reste humide à quelques centimètres en profondeur. Lorsqu'il n'est pas en eau, c'est le seul endroit de l'île où puisse se poser un hélicoptère.
En 1994, la marine chilienne a installé un phare automatique et un système d'alerte aux tsunamis. L'île a été déclarée depuis sanctuaire naturel.

### Géologie
L'île Salas y Gómez est une île volcanique, partie émergée d'une haute montagne sous-marine qui s'élève d'un fond marin situé à 3 500 mètres de profondeur. Le Récif Scott situé à un kilomètre et demi au nord-est de l'île est un autre pic de la même montagne sous-marine et qui ne se trouve qu'à 25 mètres de la surface de la mer. L'île Salas y Gómez est une partie de la dorsale tectonique Pascua-Salas-y-Gómez et comme l'île de Pâques, située entre 391 kilomètres et 415 kilomètres (selon les sources) à l'ouest, c'est un point où une montagne sous-marine atteint le niveau de la mer. Il y a plusieurs dizaines de monts sous-marins sur cette dorsale, qui s'étend sur 2 232 kilomètres vers l'est jusqu'au mont Nazca où elle rejoint la dorsale Nazca, mais l'île Salas y Gómez est le plus jeune mont de la chaîne, supposé avoir été formé par un point chaud ayant progressé régulièrement vers l'ouest, il y a 27 millions d'années pour la chaîne Nazca à deux millions d'années pour l'île de Pâques.

### Flore
L'île est couverte de végétation halophile supportant le sel des embruns, et la côte est truffée d'innombrables bassins au pied de falaises rendant l'accostage possible par temps calme, quoique difficile. Bien que sans forêts, plutôt désertique et accueillant seulement quatre espèces de plantes terrestres parmi lesquelles la fougère Asplenium (dans des zones protégées et sur les hauteurs moins sèches), l'île Salas y Gómez fait partie de la même écorégion que l'île de Pâques, appelée Bosques subtropicales con hojas anchas de Rapa Nui (« Forêts subtropicales à larges feuilles de Rapanui »).

### Faune
Hormis un grand nombre d'espèces d'insectes, la faune non-aquatique est formée par une douzaine d'espèces d'oiseaux de mer, qui utilisent l'île comme nurserie. Voici les estimations de population en 1985 :
| Espèce (Nom polynésien)         | Nom scientifique        | Nombre d'adultes en 1985 |
| ------------------------------- | ----------------------- | ------------------------ |
| Puffin de la Nativité           | Puffinus nativitatis    | 5000                     |
| Fou masqué (Manukena)           | Sula dactylatra         | 3000                     |
| Noddi brun                      | Anous stolidus          | 1400                     |
| Frégate du Pacifique (Makohe)   | Fregata minor           | 700                      |
| Sterne fuligineuse              | Onychoprion fuscata     | 200                      |
| Noddi bleu                      | Anous cerulea           | 80                       |
| Phaéton à brins rouges (Tevake) | Phaethon rubricauda     | 30                       |
| Océanite à gorge blanche        | Nesofregetta fuliginosa | 2                        |
| Gygis blanche                   | Gygis alba              | 2                        |
| Fou à pieds rouges              | Sula sula               | 2                        |
| Noddi noir                      | Anous minutus           | 2                        |
| Noddi gris                      | Anous albivitta         | 1                        |

Ces populations peuvent varier considérablement d'une année à l'autre, en fonction des conditions météorologiques. En 1986, les chiffres étaient par exemple beaucoup plus faibles. La faune marine comprend une grande variété de crustacés et d'oursins, ainsi que des poissons coralliens et des requins. Ces derniers sont apparemment curieux, mais non agressifs.

## Histoire
Aucune preuve ne permet de penser que l'île, dépourvue de sources permanentes, a pu avoir des habitants, mais la tradition orale des Rapanui de l'île de Pâques rapporte qu'ils y allaient par beau temps pour y recueillir des œufs d'oiseaux de mer, sous les auspices des dieux Make-make et Haua. En langue Rapanui, Salas y Gómez est nommée Motiro Hiva (« à l'envers de Hiva ») ou Manu motu motiro Hiva (« île aux oiseaux à l'envers de Hiva »). Plusieurs îles polynésiennes, surtout aux îles Marquises, sont appelées Hiva (« loin des terres », peut-être les terres mythiques d'« Hawaiki », foyer d'origine des polynésiens dans leur tradition orale). Comme Salas y Gómez se trouve, par rapport à l'île de Pâques, dans la direction opposée aux Marquises et que la terre habitée le plus proche au-delà de Salas y Gómez est l'Amérique du Sud, l'explorateur Thor Heyerdahl a pensé qu'elle a pu être une escale sur la route des navigateurs pré-européens entre la Polynésie et l'Amérique du Sud.
Le premier Européen à apercevoir l'île fut José Salas Valdés, marin espagnol le 23 août 1793.  Entre cette date et 1917, les visites connues de l'île n'ont eu lieu qu'en 1805, 1806, 1817, 1825, 1875 et 1917.

## Administration
Le Chili a déclaré sa souveraineté sur l'île Salas y Gómez en 1808 et depuis 1888 l'île est administrée par la marine chilienne. Depuis le 1er mars 1966, elle est rattachée au département de l'Île de Pâques, transformé le 25 juillet 1974, en province.

## Référence culturelle
Le poète allemand Adelbert von Chamisso a écrit un poème sur l'île, basé sur les réflexions qu'elle lui a inspirées lors de sa visite en 1816.

### Sources
- Wetlands.org information about the designation of SyG as a wildlife refuge
- The Islands from notes on the Cordell Expeditions.  Aug. 1995
- Revista Española del Pacífico No. 2, 1992.  From the Biblioteca Virtual Miguel de Cervantes.
- Chilian history page outlining history of Rapa Nui province
- Radiometric Ages for Seamounts from the Easter-Salas y Gomez-Nazca Hotspot Track from Smithsonian/NASA ADS Physics Abstract Service.  Duncan, R.A., et al.
- Priliminary Multibeam Mapping and Dredging Results along the Nazca Ridge and Easter/Salas y Gomez Chain from the 2002 Ocean Sciences Meeting
- Address by Prime Minister of the Republic of Estonia Siim Kallas from a Eurovision website.